# Raúl López Silva
Raúl López Silva fue un marino chileno de destacada trayectoria en el quehacer nacional. Tras 43 años de servicio se retiró con el grado de vicealmirante. Nació en Santiago de Chile en 1924 y falleció el 17 de noviembre de 2002.

## Biografía
Raúl López Silva nació en Santiago. Su padre fue  médico de la Armada y fundador del Hospital Naval de Punta Arenas. El Almirante López Silva, durante su periodo de especialización  en Estados Unidos,  conoció y  se casó con la estadounidense Julia Ellen Davenport con la cual tuvo dos hijos. 
En 1947 el Almirante Raúl López Silva,  se especializó como Piloto naval de combate a bordo del portaaviones 
Wricht de la Armada de los Estados Unidos, junto a  un grupo de pilotos navales chilenos, quienes constituyeron el  primer curso de pilotos navales de combate de la Armada de Chile y de toda  América Latina, curso pionero de  aviadores  navales chilenos, en el que demostraron, destreza y profesionalismo al maniobrar aeronaves de combate por primera vez desde la cubierta de un  portaaviones.
Dentro de sus múltiples destinaciones durante su carrera naval estuvieron: 
- Comandante de la Barcaza Goycolea.

- Comandante del Destructor Williams.

- Comandante del Buque Escuela Esmeralda.

- En 1967, Comandante de la Aviación Naval de la Armada de Chile.

- Director de la Academia de Guerra Naval.

- Secretario General de la Armada.

- Agregado Naval en la Embajada de Chile en Londres, Reino Unido.

- En 1977 ya con el grado de Almirante, fue nombrado Comandante en Jefe de la Tercera Zona Naval, jurisdicción correspondiente a las áreas marítimas y oceánicas de  las provincias de Magallanes, de  Tierra del Fuego, y comuna de Cabo de Hornos y Antártica

## Conflicto del Beagle
Durante la grave crisis internacional con Argentina, por la posesión de las islas con costa atlántica ubicadas entre la boca oriental del Canal Beagle y el Cabo de Hornos, fue nombrado Comandante en Jefe de la Escuadra (Flota de destructores y fragatas) en los años 1978 y 1979 los más álgidos del conflicto del Beagle. En los que en dos ocasiones, la primera el día 20 de diciembre de 1978 y la segunda, el 22 de diciembre de 1978, comandó el despliegue de la Escuadra de Chile, en formación de batalla, en contra de la Flota de Mar Argentina, que se dirigía a invadir las islas en disputa. Choque de Escuadras que finalmente no se produjo, ya que el día 20 de diciembre de 1978 una fuerte tormenta en el Atlántico austral, hizo desistir al Jefe de  la Flomar, de presentar batalla. Y la del día 22 de diciembre de 1978, en circunstancias, en que las escuadras se disponían a colisionar encontrándose  a pocas millas de distancia de tiro,  la Junta de Gobierno de Argentina, en último momento, tomó la decisión política, de aceptar la mediación papal ofrecida por el Vaticano, y retira definitivamente su flota de la  zona de conflicto. Dando lugar al Acuerdo de Montevideo del 9 de enero de 1979.

## Última destinación y reconocimientos
Su última destinación fue como Comandante en Jefe de la Primera Zona Naval (Valparaíso) hasta su retiro el año 1982. Pasó a retiro el 2 de julio de 1982.
El Almirante López, recibió diversos reconocimientos y  distinciones de parte del Gobierno de Chile, Francia, Suecia, Italia y Brasil por su destacada labor.
Falleció en la ciudad de Santiago, el 17 de noviembre de 2002, a la edad de 78 años.